# Zingende Watermolen
De Zingende Watermolen (ook: Watermolen van Wanzeele) is een watermolen op de Ringbeek, gelegen in de tot de West-Vlaamse gemeente Oostkamp behorende deelgemeente Ruddervoorde, aan de Watermolenstraat 2, op de grens van Zwevezele.

## Geschiedenis
In 1821 werd toestemming verleend tot bouw van de onderslagmolen, die zou fungeren als oliemolen. In 1826 volgde een uitbreiding zodat de molen ook als korenmolen kon worden gebruikt. In 1830 werd een houten standerdmolen op het dak geplaatst zodat nu een watervluchtmolen ontstond. Tussen 1848 en 1876 werd het windgedeelte alweer afgebroken, waarna een stoommachine werd geplaatst, die in 1898 alweer verwijderd werd. In 1909 werd een nieuwe stoommachine geplaatst waarvan de schoorsteen nog getuigt.
Nu werden het bedrijf, dankzij de nieuwe krachtbron, nog aangevuld met een aantal industriële activiteiten, namelijk een boterfabriek (1911), een vlasroterij (1920) en een vlaszwingelarij (1926). In 1925 werd bovendien het onderslagrad vervangen door een Francisturbine, welke tot 1963 in bedrijf was. Deze werd soms ook gebruikt om elektriciteit op te wekken.
In 1987 werd het maalbedrijf beëindigd en trad verval in. Vanaf 2003 werd de molen door nieuwe eigenaars gerenoveerd met behoud van de maalinrichting. Er kwam een bed & breakfast annex atelier in. In 2013 werd de molen met zijn omgeving geklasseerd als beschermd monument.
- Inventaris van het Bouwkundig Erfgoed (Vlaanderen): 88328